# Paryżanin polski
Paryżanin polski – komedia konwiktowa autorstwa Franciszka Bohomolca. Komedia piętnuje w sposób żartobliwy śmieszność i konsekwencje przyjęcia obcej kulturowo mody w sposób za bardzo gorliwy.
Na podstawie komedii Polskie Radio nagrało w 1991 roku słuchowisko pod tym samym tytułem.

## Bohaterowie
- Robert Starski (Starsenfeld) – syn Starskiego, zmanierowany „modą” paryską
- Marcin (moesier de Martiniere) – sługa Roberta Starskiego
- stary Starski – szlachcic
- Wilhelm Starski – młodszy syn Starskiego
- Leopold – sługa starego Starskiego
- pan Bogacki – majętny sąsiad starego Starskiego

## Treść
Czasy Odrodzenia. Po 5 letnim pobycie w Paryżu do rodzinnego majątku w Polsce powraca panicz Robert wraz ze swym sługą Marcinem. Robert został wysłany do Paryża na naukę przez pana Bogackiego – przyszłego teścia. Zmanierowany pobytem Robert zupełnie zmienił swą osobowość, zaczynając wyznawać zasadę Le grande Monde (Wielki świat). Ten zbiór dziwnych i nietypowych zasad tworzą między innymi:
- wieczerzanie nie wcześniej niż o godzinie 1 w nocy
- chodzenie spać nie wcześniej niż o godzinie 3 rano
- używanie francuskiego nazewnictwa
- „pozytury” – czyli dostojne i wymyślne pozy ciała
- nie rozmawianie z duchownymi
- absolutny zakaz modlenia się z modlitewników
- nie uczęszczanie do kościoła poza niedzielami

oraz inne niecodzienne czynności, jak np. „poziewanie”
Dumny i rozrzutny Robert kultywuje te zasady po powrocie do swojej rodzinnej miejscowości, czym wywołuje zdumienie, a z czasem złość. Podobnie przesiąknięty zasadami jest Marcin – sługa Roberta, który wyrwany z chłopskiej rodziny towarzyszył paniczowi w Paryżu i teraz każe się tytułować „Moesier de Martiniere”; jest oburzony na proste polecenia wydawane mu przez Wilhelma czy starego Starskiego. Robert wrócił do Polski, gdyż miał obiecany ożenek z córka pana Bogackiego i jej wielki posag. Ostatecznie jednak pan Bogacki jest zszokowany postawą Roberta i oddaje swą córkę młodszemu synowi Starskiego – Wilhelmowi, który prezentuje polskie dostojne i bogobojne maniery. Butność Roberta zostaje ukarana, Marcin zaś musi wrócić do rodzinnego gospodarstwa.